# Zlatá barva

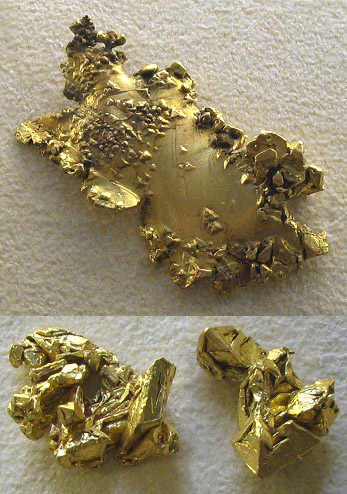
zlaté nugety

Zlatá je tmavě žlutá barva, jejíž jméno je odvozeno od zlatého kovu, přičemž přívlastek zlatý může odkazovat jak na věc vyrobenou ze zlata, tak na věc barvy zlata.
Zlatá barva má bohatou symboliku, například
- jako zlaté jsou označovány blond či plavé vlasy,[1] viz Zlatovláska
- jako zlatá je kvůli své barvě označována rýže obohacená betakarotenem
- jako zlatý (gold) je v angličtině označován střed střeleckého terče a přeneseně také trefa do středu terče[1]
- zlatá byla v renesanci spojována s nebesy a užívána pro zpodobnění nebe[1]
- sochař Olbram Zoubek považoval zlato za symbol hodnoty a věčnosti a dával je do kontrastu se surovým materiálem plastik z „banálního“ cementu.[2]

## Barva zlata
V Evropě bylo běžné označovat zlato jako červené až do pozdního středověku, kdy počala být jako jeho barva chápána žlutá. Varro v 1. století př. n. l. tak označil zlaté vlasy jako rudé (rutuli), stejně tak Aulus Gellius ve 2. století označil zlato, stejně jako šafrán, oheň, krev a purpur, za rudé (rufus). V severské poesii je zase zlato popisováno jako blóðrauðr „krvavě rudé“ či glóðrauðr „rudé jako uhlík“. Podobně je zlato označováno v Písni o Nibelunzích nebo ve staroanglické poesii. V severských pramenech se objevuje také bleikt gull „bledé zlato“, což snad odkazuje na malou kvalitu slitiny a její nevýrazný odstín.
Někteří badatelé se označování jako zlata jako rudého pokoušeli vysvětlit tím že až doby pozdního středověku obsahovala zlatá slitina větší podíl mědi a mělo tak načervenalý odstín. Dochované artefakty však takovou hypotézu nepotvrzují. Chápání zlata jako rudého tak spíše může souviset s tím že v rámci vývoje jazyka bývá nejdříve červená a žlutá označována jedním slovem, a až poté začíná být žlutá chápána jako samostatná barva. Severština tak například nemá jasný výraz pro žlutou.

## Zobrazení a použití

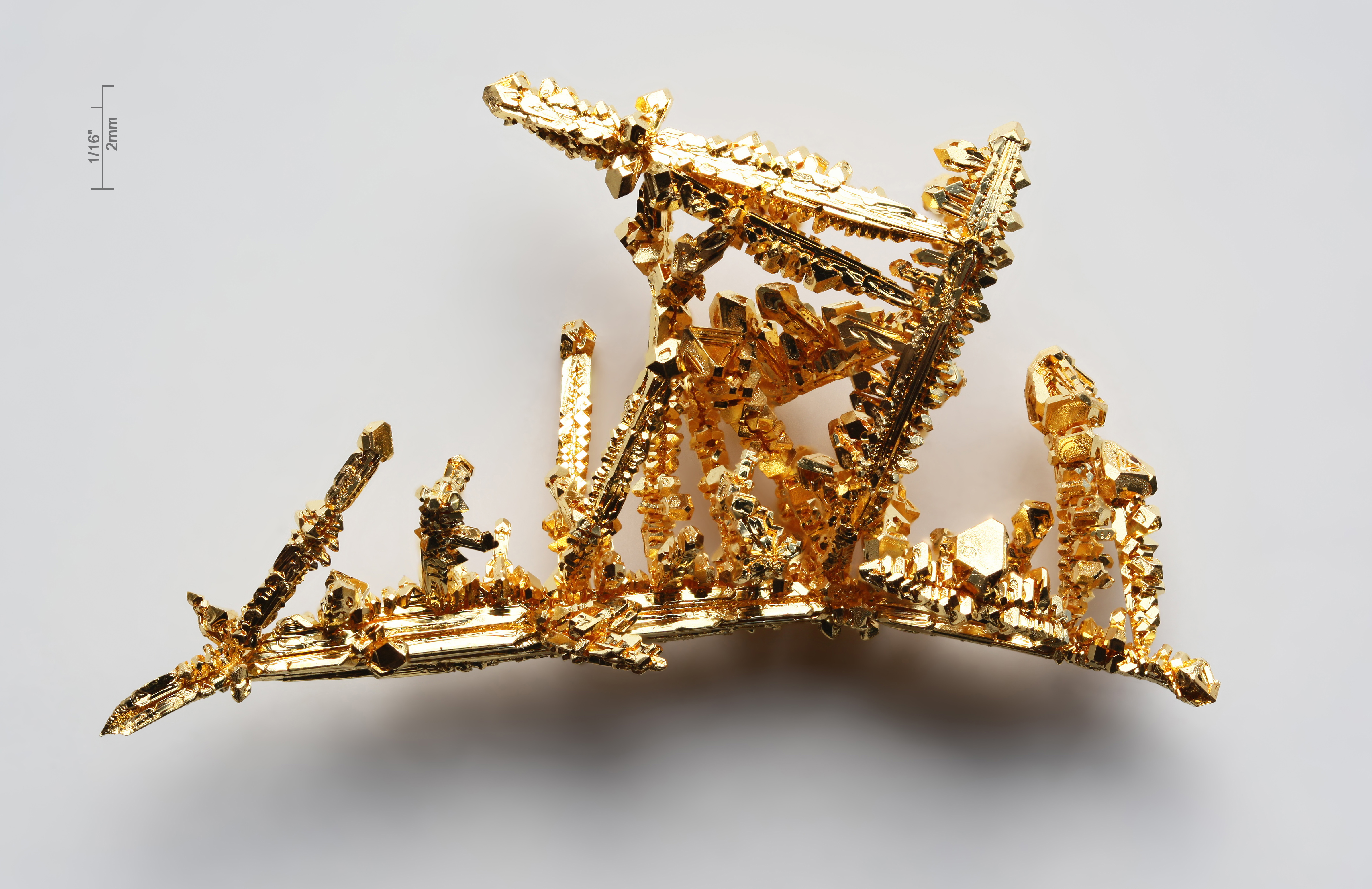
synteticky vyrobený krystal zlata

Zlato nemá jednu barvu, ale jeho lesklý kovový povrch odráží v závislosti na okolnostech světlo celé škály odstínů žluté a dalších barev. Běžnými barvami se zlatá znázorňuje některým odstínem žluté nebo se zlatý vzhled imituje kombinací více odstínů.
Pro úpravu povrchů se také používají metalické barvy, které místo (vedle) pigmentu obsahují kovový prášek (například mosazný). Skutečné zlaté barvy, známé například z iluminací středověkých rukopisů, se dosahuje zlacením plátkovým zlatem, kdy se na povrch nalepí velmi tenká fólie pravého zlata, případně jeho levnější náhražka zvaná metál.
V heraldice je zlatá barva jedna z tinktur užívaných na znacích a erbech. Zobrazuje se žlutou barvou nebo tečkováním. Při popisu znaku se používá označení „zlatá“, neboť žlutá a bílá reprezentují heraldické kovy zlato a stříbro.